# Neotrichia mobilensis
Neotrichia mobilensis är en nattsländeart som beskrevs av Harris 1985. Neotrichia mobilensis ingår i släktet Neotrichia och familjen smånattsländor. Inga underarter finns listade i Catalogue of Life.